# Davide Rigon
Davide Rigon (Vicenza, 1986. augusztus 26. –) olasz autóversenyző, a 2008-as Superleague Formula bajnoka, valamint a Ferrari Formula–1-es csapatának szimulátorosa.

## Pályafutása

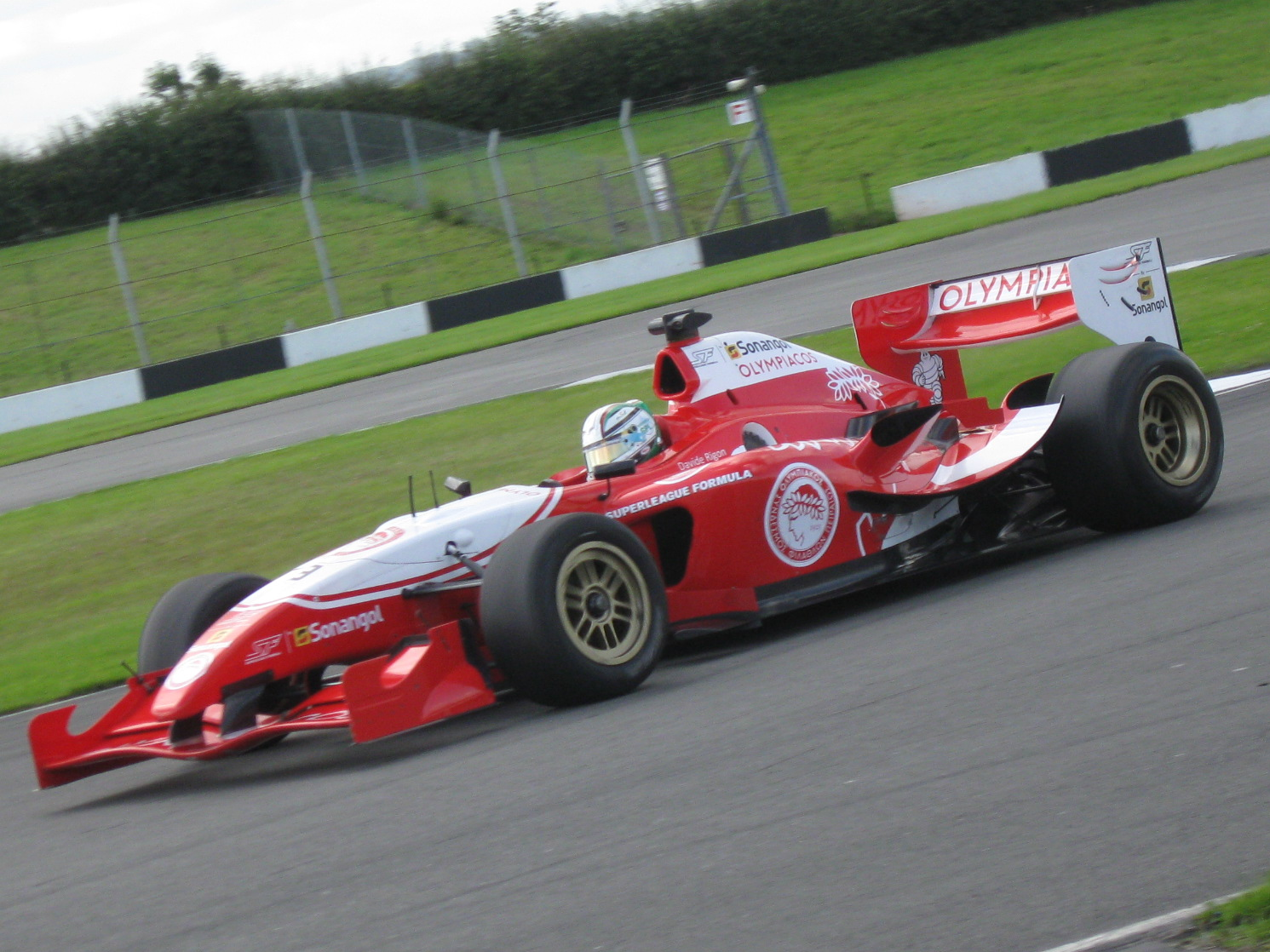
Rigon a 2009-es Superleague Formula sorozat egy futamán

Davide Rigon Vicenzában, Olaszországban született 1986-ban. 
2003-ban kezdett együléses formulaautós bajnokságokban versenyezni. 2005-ben megnyerte a Formula Azzurra nevezetű sorozatot, egy évvel később pedig 2. lett hazája Formula–3-as bajnokságában, majd 2007-ben az Euroseries 3000 és az olasz Formula–3000-es sorozat bajnoka volt.
2008-ban a Beijing Guoan labdarúgócsapat autóját vezette a Superleague Formula sorozatban. A szezon alatt három futamgyőzelmet szerzett, és magabiztos előnnyel lett bajnok. 2009-ben hat futam erejéig a görög Olimbiakósz csapatát képviselte a sorozat több versenyén is. Az első forduló során dobogóra is állhatott a francia Magny-Coursban.
Részt vett a 2008–2009-es GP2 Asia Series hat futamán, valamint - egy futam kivételével - a teljes 2009-es GP2-es szezonban. Előbbin a tizenhetedik, utóbbin a huszonkettedik helyen zárt a pontversenyben.
2010-ben az belga RSC Anderlecht autójával szerepelt a Superleague Formula versenyein. Öt győzelemmel és további számos dobogós helyezéssel, valamint kiegyensúlyozott pontszerzésekkel újra megnyerte a bajnokságot, 2008 után másodjára is.
2011-re visszatért a Formula–1 első számú utánpótlás bajnokságába, a GP2-be a Scuderia Coloni színeiben. Közvetlenül az Isztambul Parkban rendezett szezonnyitó második futamán, május 8-án öt körrel a rajt után Julián Leal ütötte ki a célegyenesben. Az ütközés következtében sípcsont és a fibula törést szenvedett. Másnap sikeresen megműtötték, viszont a szezon további részét kihagyta. 2012-re a Scuderia Ferrari igazolta le hivatalos szimulátorpilótának, feladata kiterjed az autó fejlesztésére is. 2012 szeptemberében részt vehetett Magny-Cours-ban a fiatal versenyzők tesztjén.

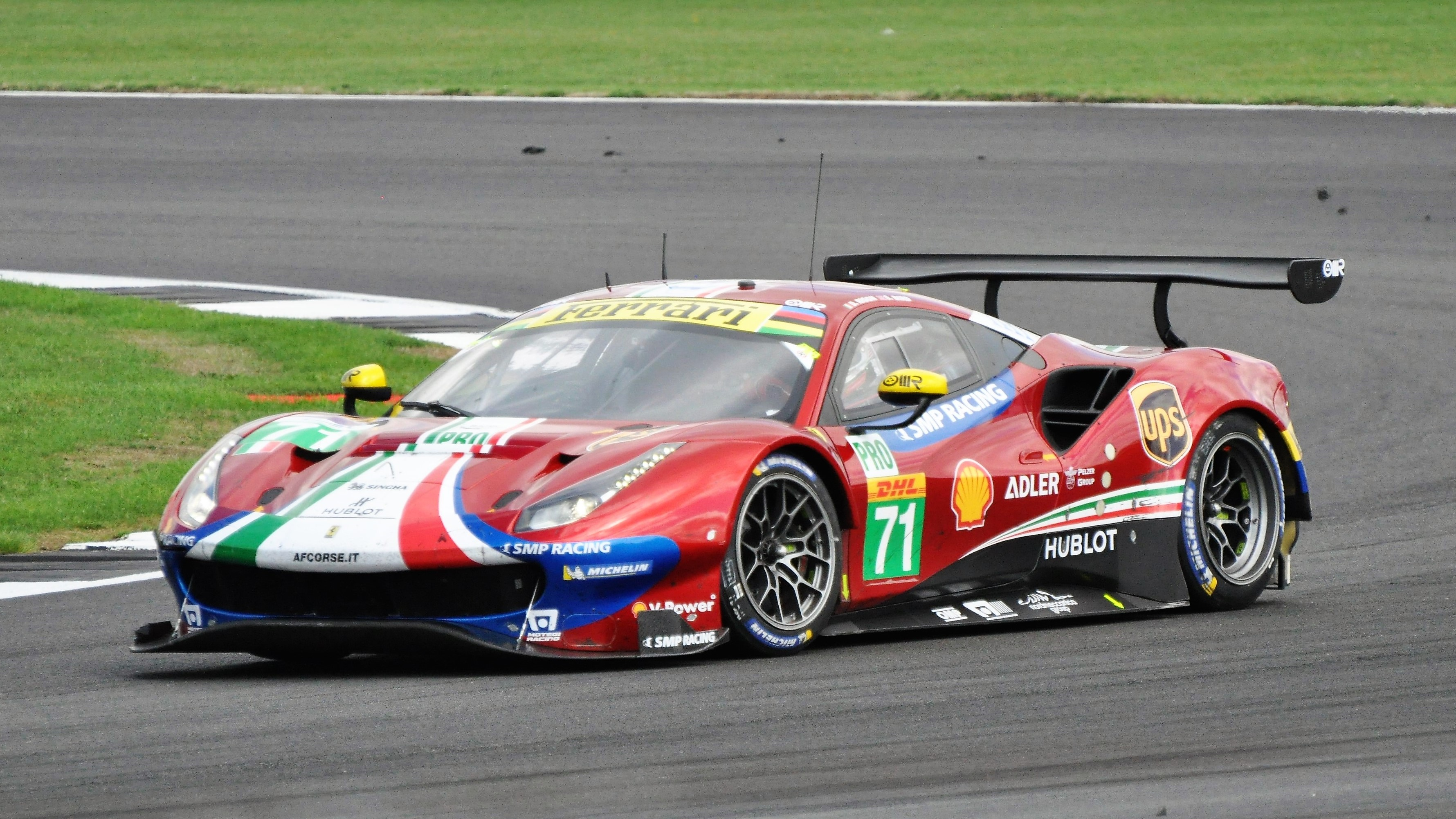
Rigon a 2018-as Silverstone-i 6 óráson.

2013-ban a Blancpain GT Endurance-kupában, valamint a második szezonját kezdő hosszútávú-világbajnokságban (WEC) indult a Ferrari egyik partnercsapatával, a 8 Star Motorsporttal. Annak ellenére, hogy nem vett részt mindegyik fordulóban, így is két dobogós helyet gyűjtött, a shanghaji versenyt pedig megnyerte. Szintén ebben az évben a Silverstone Circuit-en tartott fiatalok teszjén újra vezethette a Ferrari Formula–1-es autóját. A 2016-os WEC-szezonban az összetett 2. helyezettje lett az LMGTE Pro kategóriában Sam Bird társaként az AF Corse színeiben.
2021 júliusában a Spái 24 órás elején az Eau Rouge nevű emelkedő tetején egy tömegbaleset részese volt, melynek következtében több versenyzőtársával együtt kórházba szállították. Többek között emiatt sem tudott indulni a 2021-es Le Mans-i 24 óráson sem. 2022-re a Ferrari az európai Le Mans-szériában adott neki helyet az Iron Lynx csapatánál. A szezonban egy győzelem mellett az összes fordulón pontot szerzett és végül 4. lett az összetett kategóriában Matteo Cressoni és Claudio Schiavoni oldalán. 2022 vége óta rendszeresen tesztel különböző Le Mans prototípus autókat (LMP), mivel aktív résztvevője a Ferrari Hypercar-programjának, amely 2023-ban indult.

## Eredményei

### Teljes Superleague Formula eredménylistája
(Táblázat értelmezése)

(Félkövér: pole-pozícióból indult; dőlt: leggyorsabb kört futott) 

| Év   | Csapat               | Kiszolgáló              | 1   | 1   | 2   | 2   | 3   | 3   | 4   | 4   | 5   | 5   | 6   | 6   | Helyezés | Pont |
| ---- | -------------------- | ----------------------- | --- | --- | --- | --- | --- | --- | --- | --- | --- | --- | --- | --- | -------- | ---- |
| 2008 | Beijing Guoan        | Zakspeed                | DON | DON | NÜR | NÜR | ZOL | ZOL | EST | EST | VAL | VAL | JER | JER | 1.       | 413  |
| 2008 | Beijing Guoan        | Zakspeed                | 1   | 6   | 5   | 3   | 17  | 1   | 5   | 5   | 1   | 5   | 9   | 3   | 1.       | 413  |
| 2009 | PAE Olimbiakósz SZFP | GU-Racing International | MAG | MAG | ZOL | ZOL | DON | DON | EST | EST | MOZ | MOZ | JAR | JAR | 6.       | 300  |
| 2009 | PAE Olimbiakósz SZFP | GU-Racing International | 18  | 2   | 10  | 4   | 17  | 15  |     |     |     |     |     |     | 6.       | 300  |

Teljes Super Final eredménylistája
| Év   | Csapat                                 | 1     | 2       | 3      | 4   | 5   | 6   |
| ---- | -------------------------------------- | ----- | ------- | ------ | --- | --- | --- |
| 2009 | Olympiacos CFP GU-Racing International | MAG 6 | ZOL N/A | DON Nk | EST | MOZ | JAR |

| 2010 | R.S.C. Anderlecht | Azerti Motorsport | SIL | SIL | SIL | ASS | ASS | ASS | MAG | MAG | MAG | JAR | JAR | JAR | NÜR | NÜR | NÜR | ZOL | ZOL | ZOL | BRH | BRH | BRH | ADR | ADR | ADR | POR | POR | POR | ORD | ORD | ORD | BEI † | BEI † | BEI † | NAV | NAV | NAV | 1. | 699 |
| 2010 | R.S.C. Anderlecht | Azerti Motorsport | 9   | 10  | X   | 1   | 10  | 1   | 7   | 3   | 2   | 10  | 6   | X   | 2   | 12  | 2   | 2   | 9   | 1   | 13  | 2   | 2   | 1   | 8   | 1   | 2   | 9   | 2   | 5   | 8   | 3   | 13    | 15    | T     | 2   | 11  | 4   | 1. | 699 |

 † Nemszámít bele a bajnokságba.

### Teljes GP2 Asia Series eredménylistája
(Táblázat értelmezése)

(Félkövér: pole-pozícióból indult; dőlt: leggyorsabb kört futott) 

| Év      | Csapat         | 1       | 2       | 3       | 4       | 5        | 6        | 7          | 8          | 9          | 10         | 11         | 12         | Helyezés | Pont |
| ------- | -------------- | ------- | ------- | ------- | ------- | -------- | -------- | ---------- | ---------- | ---------- | ---------- | ---------- | ---------- | -------- | ---- |
| 2008–09 | Trident Racing | CHN FEA | CHN SPR | DUB FEA | DUB SPR | BHR1 FEA | BHR1 SPR | QAT FEA 14 | QAT SPR 15 | MYS FEA Ki | MYS SPR 13 | BHR2 FEA 7 | BHR2 SPR 3 | 17.      | 6    |

† A versenyt nem fejezte be, de helyezését értékelték, mert a versenytáv több, mint 90%-át teljesítette.

### Teljes GP2-es eredménylistája
(Táblázat értelmezése)

(Félkövér: pole-pozícióból indult; dőlt: leggyorsabb kört futott) 

| Év   | Csapat          | 1          | 2          | 3         | 4         | 5          | 6         | 7          | 8          | 9       | 10      | 11        | 12         | 13         | 14        | 15         | 16        | 17        | 18        | 19         | 20        | Helyezés | Pont |
| ---- | --------------- | ---------- | ---------- | --------- | --------- | ---------- | --------- | ---------- | ---------- | ------- | ------- | --------- | ---------- | ---------- | --------- | ---------- | --------- | --------- | --------- | ---------- | --------- | -------- | ---- |
| 2009 | Trident Racing  | ESP FEA 17 | ESP SPR 21 | MON FEA 9 | MON SPR 7 | TUR FEA 10 | TUR SPR 8 | GBR FEA 16 | GBR SPR 20 | GER FEA | GER SPR | HUN FEA 8 | HUN SPR Ki | VAL FEA 12 | VAL SPR 7 | BEL FEA Ki | BEL SPR 5 | ITA FEA 9 | ITA SPR 8 | POR FEA 14 | POR SPR 9 | 22.      | 3    |
| 2011 | Scuderia Coloni | TUR FEA 10 | TUR SPR Ki | ESP FEA   | ESP SPR   | MON FEA    | MON SPR   | VAL FEA    | VAL SPR    | GBR FEA | GBR SPR | GER FEA   | GER SPR    | HUN FEA    | HUN SPR   | BEL FEA    | BEL SPR   | ITA FEA   | ITA SPR   |            |           | 29.      | 0    |

### Teljes FIA World Endurance Championship eredménysorozata
(Táblázat értelmezése)

(Félkövér: pole-pozícióból indult; dőlt: leggyorsabb kört futott) 

| Év      | Csapat            | Osztály   | Autó                   | Motor                                 | 1      | 2      | 3      | 4      | 5      | 6      | 7      | 8      | 9     | Helyezés | Pont  |
| ------- | ----------------- | --------- | ---------------------- | ------------------------------------- | ------ | ------ | ------ | ------ | ------ | ------ | ------ | ------ | ----- | -------- | ----- |
| 2013    | 8 Star Motorsport | LMGTE Am  | Ferrari 458 Italia GT2 | Ferrari 4.5L V8                       | SIL    | SPA    | LMS    | SÃO 2  | COA    | FUJ 4  | SHA 1  | BHR 2  |       | 10.      | 67    |
| 2014    | AF Corse          | LMGTE Pro | Ferrari 458 Italia GT2 | Ferrari 4.5 L V8                      | SIL 5  | SPA 3  | LMS Ki | COA 7  | FUJ 2  | SHA 3  | BHR 3  | SÃO 3  |       | 7.       | 94    |
| 2015    | AF Corse          | LMGTE Pro | Ferrari 458 Italia GT2 | Ferrari 4.5 L V8                      | SIL 3  | SPA 7  | LMS 2  | NÜR 3  | COA 3  | FUJ 3  | SHA 4  | BHR 6  |       | 4.       | 123   |
| 2016    | AF Corse          | LMGTE Pro | Ferrari 488 GTE        | Ferrari F154CB 3.9 L Turbo V8         | SIL 1  | SPA 1  | LMS Ki | NÜR 2  | MEX 4  | COA 3  | FUJ 4  | SHA 5  | BHR 3 | 2.       | 134   |
| 2017    | AF Corse          | LMGTE Pro | Ferrari 488 GTE        | Ferrari F154CB 3.9 L Turbo V8         | SIL 5  | SPA 1  | LMS 4  | NÜR 11 | MEX 2  | COA 3  | FUJ 5  | SHA 6  | BHR 1 | 4.       | 139,5 |
| 2018–19 | AF Corse          | LMGTE Pro | Ferrari 488 GTE Evo    | Ferrari F154CB 3.9 L Turbo V8         | SPA 3  | LMS 6  | SIL 16 | FUJ 10 | SHA 6  | SEB 6  | SPA 6  | LMS Ki |       | 12.      | 54,5  |
| 2019–20 | AF Corse          | LMGTE Pro | Ferrari 488 GTE Evo    | Ferrari F154CB3.9 L Turbo V8          | SIL Ki | FUJ 5  | SHA 5  | BHR 2  | COA 5  | SPA 6  | LMS Hn | BHR 3  |       | 8.       | 86    |
| 2022    | AF Corse          | LMGTE Pro | Ferrari 488 GTE Evo    | Ferrari Ferrari F154CB 3.9 L Turbo V8 | SEB    | SPA    | LMS 3  | MNZ    |        |        |        |        |       | 12.      | 32    |
| 2022    | AF Corse          | LMGTE Am  | Ferrari 488 GTE Evo    | Ferrari Ferrari F154CB 3.9 L Turbo V8 |        |        |        |        | FUJ 4  | BHR    |        |        |       | 24.      | 12    |
| 2023    | AF Corse          | LMGTE Am  | Ferrari 488 GTE        | Ferrari F154CB 3.9 L Turbo V8         | SEB 5  | ALG 4  | SPA Hn | LMS 5  | MNZ 10 | FUJ 1  | BHR 4  |        |       | 3.       | 91    |
| 2024    | Vista AF Corse    | LMGT3     | Ferrari 296 GT3        | Ferrari F163 3.0 L Turbo V6           | QAT 5  | IMO 12 | SPA 6  | LMS Ki | SÃO 15 | COA Ki | FUJ 1  | BHR 7  |       | 7.       | 57    |
| 2025    | Vista AF Corse    | LMGT3     | Ferrari 296 GT3        | Ferrari F163 3.0 L Turbo V6           | QAT .  | IMO    | SPA    | LMS    | SÃO    | COA    | FUJ    | BHR    |       | HN*      | 0*    |

* A szezon jelenleg is zajlik.
† A versenyt nem fejezte be, de helyezését értékelték, mert a versenytáv több, mint 90%-át teljesítette.

### Le Mans-i 24 órás autóverseny
| Év   | Csapat         | Csapattárs                         | Autó                   | Kategória | Kör | Összetett Helyezés | Kategória Helyezés |
| ---- | -------------- | ---------------------------------- | ---------------------- | --------- | --- | ------------------ | ------------------ |
| 2014 | AF Corse       | Pierre Kaffer Olivier Beretta      | Ferrari 458 Italia GT2 | GTE Pro   | 28  | Kiesett            | Kiesett            |
| 2015 | AF Corse       | James Calado Olivier Beretta       | Ferrari 458 Italia GT2 | GTE Pro   | 332 | 21.                | 2.                 |
| 2016 | AF Corse       | Sam Bird Andrea Bertolini          | Ferrari 488 GTE        | GTE Pro   | 143 | Kiesett            | Kiesett            |
| 2017 | AF Corse       | Sam Bird Miguel Molina             | Ferrari 488 GTE        | GTE Pro   | 339 | 21.                | 5.                 |
| 2018 | AF Corse       | Sam Bird Miguel Molina             | Ferrari 488 GTE Evo    | GTE Pro   | 338 | 24.                | 9.                 |
| 2019 | AF Corse       | Sam Bird Miguel Molina             | Ferrari 488 GTE Evo    | GTE Pro   | 140 | Kiesett            | Kiesett            |
| 2020 | AF Corse       | Sam Bird Miguel Molina             | Ferrari 488 GTE Evo    | GTE Pro   | 340 | HN                 | HN                 |
| 2022 | AF Corse       | Antonio Fuoco Miguel Molina        | Ferrari 488 GTE Evo    | GTE Pro   | 349 | 30.                | 3.                 |
| 2023 | AF Corse       | Francesco Castellacci Thomas Flohr | Ferrari 488 GTE Evo    | GTE Am    | 312 | 31.                | 5.                 |
| 2024 | Vista AF Corse | Francesco Castellacci Thomas Flohr | Ferrari 296 GT3        | LMGT3     | 30  | Kiesett            | Kiesett            |
| 2025 | Vista AF Corse | Francesco Castellacci Thomas Flohr | Ferrari 296 GT3        | LMGT3     |     |                    |                    |

### Teljes Európai Le Mans-széria eredménylistája
| Év   | Csapat        | Osztály | Autó                   | Motor                         | 1     | 2     | 3     | 4     | 5     | 6     | Helyezés | Pont |
| ---- | ------------- | ------- | ---------------------- | ----------------------------- | ----- | ----- | ----- | ----- | ----- | ----- | -------- | ---- |
| 2016 | AT Racing     | LMGTE   | Ferrari 458 Italia GT2 | Ferrari 4.5 L V8              | SIL   | IMO 3 | RBR   | LEC   | SPA   | EST   | 16.      | 15   |
| 2022 | Iron Lynx     | LMGTE   | Ferrari 488 GTE Evo    | Ferrari F154CB 3.9 L Turbo V8 | LEC 7 | IMO 5 | MNZ 1 | CAT 6 | SPA 9 | ALG 4 | 4.       | 63   |
| 2023 | Kessel Racing | LMGTE   | Ferrari 488 GTE Evo    | Ferrari F154CB 3.9 L Turbo V8 | CAT   | LEC   | ARA 1 | SPA   | ALG   | ALG   | 11.      | 25   |
| 2024 | GR Racing     | LMGT3   | Ferrari 296 GT3        | Ferrari F1633.0 L Turbo V6    | CAT 2 | LEC 5 | IMO 7 | SPA 2 | MUG 8 | ALG 6 | 5.       | 64   |